# Salvelinus colii
Salvelinus colii és una espècie de peix de la família dels salmònids i de l'ordre dels salmoniformes.

## Reproducció
Fresa entre novembre i desembre.

## Alimentació
Menja invertebrats planctònics i bentònics.

## Hàbitat
Viu a alguns llacs dels comtats de Donegal, Galway, Mayo i Kerry a Irlanda. En els darrers anys han minvat fortament les poblacions d'aquesta espècie a causa de la desaparició gradual del seu hàbitat natural i l'eutrofització de les aigües de molts llacs.

## Distribució geogràfica
Es troba a Irlanda.